# Óscar Marcenaro
Óscar Marcenaro – trener urugwajski.
Marcenaro, który przejął narodową reprezentację w 1949 roku od Juana Lópeza Fontany, kierował kadrą podczas turnieju Copa América 1949, gdzie Urugwaj zajął szóste miejsce. Prowadzony przez niego zespół odniósł dwa zwycięstwa (3:2 z Ekwadorem i 2:1 z Paragwajem), raz zremisował (2:2 z Kolumbią) i cztery razy przegrał (2:3 z Boliwią, 1:5 z Brazylią, 3:4 z Peru i 1:4 z Chile), zdobywając 14 bramek i tracąc aż 20.